# Arsenura altocymonia
Arsenura altocymonia is een vlinder uit de onderfamilie Arsenurinae van de familie nachtpauwogen (Saturniidae).
De wetenschappelijke naam van de soort is voor het eerst geldig gepubliceerd door Ronald Brechlin & Frank Meister in 2010.

## Type
- holotype: "female, XII.2005.leg. R.Marx. Barcode = BC-FMP 1202."
- instituut: MWM. München, Duitsland.
- typelocatie: "Peru, Dep. Cusco, Reyna Virgin, 1900-2400 m"